# TV Rheinbach
Der TV Rheinbach (offiziell: Turn-Verein Rheinbach 1905 e. V.) ist ein deutscher Sportverein aus Rheinbach im Rhein-Sieg-Kreis und ist unterteilt in die neun Sportabteilungen Ballett, Handball, Leichtathletik, Schwimmen, Showtanz, Tischtennis, Triathlon, Turnen und Volleyball. Bekannteste Abteilung ist die Handballmannschaft.

## Geschichte
Der TV Rheinbach gründete sich 1905 auf Initiative von 40 Rheinbachern und bestand zunächst nur aus männlichen Mitgliedern. Das Training fand bis Ende 1905 in einem Saal des Hotel Streng in Rheinbach statt. Anschließend zog man in die neue Turnhalle des Rheinbacher Gymnasiums um.
1934 fusionierte der RTV mit dem SC Rheinbach zum VfL Rheinbach. Ab 1948 ging man wieder getrennte Wege.
Infolge des Hochwassers 2021 musste 2022 das Vereinsheim am Stadtpark Rheinbach abgerissen werden.

## Abteilungen

### Handball

Ehemaliges Logo der Handballer mit Sponsoring MAUEL 1883

Die Handballabteilung des TV Rheinbach (1998 bis 2018 in der HSG Rheinbach-Wormersdorf, ab 2024 in der HSG Wölfe Voreifel) ist eine Gruppe von Handballteams aus der Stadt Rheinbach. Die 1. Männer spielen in der Oberliga des Handball Nordrhein, die 2. Männer in der Verbandsliga des Handball Nordrhein.

#### Geschichte
In der Saison 1987/88 spielte der TV Rheinbach als Aufsteiger in der Regionalliga West, der dritthöchsten Spielklasse. Als Zwölfter der Staffel Süd stieg man jedoch zum Saisonende in die Oberliga ab.
Die HSG wurde 1998 als Zusammenschluss der Handballabteilungen der Vereine TV Rheinbach, Rot-Weiß Merl und TV Wormersdorf gegründet. Von 1998 bis 2001 spielten die Herren unter Trainer Gilbert Schwolow in der Verbandsliga. Am Ende der Saison 2000/01 erfolgte der Abstieg in die Landesliga. In der Saison 2001/02 gelang der sofortige Wiederaufstieg in die Verbandsliga. Im Jahr 2003 wurde die Zusammenarbeit mit Rot-Weiß Merl beendet und die HSG mit den Stammvereinen TV Rheinbach und TV Wormersdorf fortgeführt. 2003 übernahm Dietmar Schwolow das Traineramt der HSG.
In der Saison 2004/05 qualifizierte sich die HSG für die Oberliga Mittelrhein. Die HSG stieg in der Saison 2008/09 aus der Oberliga in die Regionalliga West auf. In der Saison 2009/10 verpasste sie mit dem 14. Platz den Klassenerhalt und stieg wieder in die Oberliga ab. Tobias Schwolow wurde auf der Position Rückraum links in das All-Star-Team West der Regionalliga-Saison 2009/10 gewählt. Im DHB-Pokal 2010/11 unterlag die HSG in der 1. Runde der TSG Groß-Bieberau. In der Saison 2015/16 qualifizierte sich die HSG für die neu gegründete Regionalliga Nordrhein. Am Ende der Saison 2016/17 wurde die HSG aufgelöst. Die Spielrechte wurden auf den TV Rheinbach übertragen.
In der Saison 2017/2018 übernahm Karsten Bohmann-Hesse das Traineramt für die in Abstiegsgefahr schwebende 1. Herrenmannschaft. Am Ende der Saison konnte der TV Rheinbach den Klassenerhalt feiern.
Ab der Saison 2024/25 spielen die Herren des TV Rheinbach mit den Vereinen SG Ollheim-Straßfeld und Rot-Weiß Merl in der HSG Wölfe Voreifel.

#### Bekannte ehemalige Spieler
- Andreas Wolff, Europameister 2016, sowie Silber bei den Olympischen Sommerspielen 2024 und Bronze bei den Olympischen Sommerspielen 2016[9][10]
- Finn Schroven, Bundesliga-Spieler des VfL Gummersbach (2019–2024)[11][12]

### Leichtathletik
Die Leichtathleten des TV Rheinbach trainieren überwiegend im Stadion Freizeitpark und in der Sportanlage am Stadtpark.
Erfolgreichste Leichtathletin ist die ehemalige Mehrkämpferin Maren Freisen, die um die Jahrtausendwende mehrere deutsche U18-Bestleistungen im Hürdenlauf und Siebenkampf aufstellte. Ihre Siebenkampf-Bestleistung wurde erst 2020 von Serina Riedel übertroffen. Sie gewann bei den Jugendweltmeisterschaften 1999 in Bydgoszcz (Polen) Silber über die 100 m Hürden und wurde im selben Jahr Europameisterin mit 5909 Punkten im Siebenkampf bei den Junioreneuropameisterschaften in Riga (Lettland). Bei den Junioreneuropameisterschaften 2001 wurde sie Zweite im Siebenkampf hinter Carolina Klüft.
Mit dem LC Euskirchen besteht eine Startgemeinschaft in der Jugend U14 und U16.